# Aliz
Az Aliz héber–germán–francia–angol eredetű  női név az Alice névből ered, ez viszont az Adelheid, Alexandra és Elisabeth női nevek önállósult beceneve angolul és franciául. Korábban magyarul is Alice formában írták, sőt, így is ejtették.

## Rokon nevek
Adelheid, Alexa, Alexandra, Alexandrin, Alexandrina, Alica, Alicia, Alícia,  Alisa, Alíz, Aliza, Alízia

## Gyakorisága
Az újszülötteknek adott nevek körében az 1990-es években ritkán fordult elő. A 2000-es és a 2010-es években sem szerepelt a 100 leggyakrabban adott női név között.
A teljes népességre vonatkozóan az Aliz sem a 2000-es, sem a 2010-es években nem szerepelt a 100 leggyakrabban viselt női név között.

## Névnapok
június 29., augusztus 24., november 14.

## Híres Alizok
„Aliz” utónevű személyek szócikkeinek listája a Wikidata alapján